# Esqui cross-country nos Jogos Olímpicos de Inverno de 2022 - Velocidade individual masculino
A prova de velocidade individual masculino do esqui cross-country nos Jogos Olímpicos de Inverno de 2022 ocorreu em 8 de fevereiro no 	Centro Nórdico Kuyangshu e Centro de Biatlo, em Zhangjiakou.

## Medalhistas
| Ouro   | NOR Johannes Høsflot Klæbo |
| Prata  | ITA Federico Pellegrino    |
| Bronze | ROC Alexander Terentyev    |

## Resultados
Q — classificado para a próxima fase
LL — lucky loser (melhor classificado por tempo)
PF — vencedor definido por photo finish
DSQ — desclassificado

### Qualificatório
| Pos. | Bib | Atleta                   | País                     | Tempo       | Diferença   | Notas |
| ---- | --- | ------------------------ | ------------------------ | ----------- | ----------- | ----- |
| 1    | 16  | Lucas Chanavat           | FRA França               | 2:45.03     |             | Q     |
| 2    | 28  | Sergey Ustiugov          | ROC                      | 2:46.51     | +1.48       | Q     |
| 3    | 22  | Johannes Høsflot Klæbo   | NOR Noruega              | 2:46.74     | +1.71       | Q     |
| 4    | 10  | Richard Jouve            | FRA França               | 2:47.93     | +2.90       | Q     |
| 5    | 3   | Wang Qiang               | CHN China                | 2:48.91     | +3.88       | Q     |
| 6    | 12  | Federico Pellegrino      | ITA Itália               | 2:49.55     | +4.52       | Q     |
| 7    | 18  | Håvard Solås Taugbøl     | NOR Noruega              | 2:49.93     | +4.90       | Q     |
| 8    | 45  | Johan Häggström          | SWE Suécia               | 2:50.61     | +5.58       | Q     |
| 9    | 41  | Ondřej Černý             | CZE República Checa      | 2:50.65     | +5.62       | Q     |
| 10   | 35  | Artem Maltsev            | ROC                      | 2:50.90     | +5.87       | Q     |
| 11   | 30  | Lauri Vuorinen           | FIN Finlândia            | 2:50.91     | +5.88       | Q     |
| 12   | 14  | Alexander Terentyev      | ROC                      | 2:50.92     | +5.89       | Q     |
| 13   | 6   | JC Schoonmaker           | USA Estados Unidos       | 2:51.15     | +6.12       | Q     |
| 14   | 26  | Pål Golberg              | NOR Noruega              | 2:51.52     | +6.49       | Q     |
| 15   | 24  | Erik Valnes              | NOR Noruega              | 2:51.56     | +6.53       | Q     |
| 16   | 34  | Renaud Jay               | FRA França               | 2:51.86     | +6.83       | Q     |
| 17   | 37  | Oskar Svensson           | SWE Suécia               | 2:52.07     | +7.04       | Q     |
| 18   | 4   | Marcus Grate             | SWE Suécia               | 2:52.14     | +7.11       | Q     |
| 19   | 32  | Ben Ogden                | USA Estados Unidos       | 2:52.21     | +7.18       | Q     |
| 20   | 8   | Jovian Hediger           | SUI Suíça                | 2:52.47     | +7.44       | Q     |
| 21   | 36  | Michal Novák             | CZE República Checa      | 2:52.49     | +7.46       | Q     |
| 22   | 42  | Kevin Bolger             | USA Estados Unidos       | 2:52.50     | +7.47       | Q     |
| 23   | 44  | Joni Mäki                | FIN Finlândia            | 2:52.83     | +7.80       | Q     |
| 24   | 2   | Valerio Grond            | SUI Suíça                | 2:53.17     | +8.14       | Q     |
| 25   | 17  | Davide Graz              | ITA Itália               | 2:53.58     | +8.55       | Q     |
| 26   | 25  | Maciej Staręga           | POL Polônia              | 2:53.61     | +8.58       | Q     |
| 27   | 38  | Anton Persson            | SWE Suécia               | 2:53.71     | +8.68       | Q     |
| 28   | 53  | Raimo Vīgants            | LAT Letônia              | 2:53.98     | +8.95       | Q     |
| 29   | 29  | Luděk Šeller             | CZE República Checa      | 2:54.09     | +9.06       | Q     |
| 30   | 11  | Luke Jager               | USA Estados Unidos       | 2:54.44     | +9.41       | Q     |
| 31   | 46  | Roman Schaad             | SUI Suíça                | 2:54.57     | +9.54       |       |
| 32   | 48  | Hiroyuki Miyazawa        | JPN Japão                | 2:54.64     | +9.61       |       |
| 33   | 33  | Jan Pechoušek            | CZE República Checa      | 2:55.03     | +10.00      |       |
| 34   | 23  | Graham Ritchie           | CAN Canadá               | 2:55.04     | +10.01      |       |
| 35   | 40  | Francesco De Fabiani     | ITA Itália               | 2:55.56     | +10.53      |       |
| 36   | 43  | Andrew Young             | GBR Grã-Bretanha         | 2:55.60     | +10.57      |       |
| 37   | 52  | Jaume Pueyo              | ESP Espanha              | 2:55.76     | +10.73      |       |
| 38   | 5   | Janosch Brugger          | GER Alemanha             | 2:56.01     | +10.98      |       |
| 39   | 21  | Michael Föttinger        | AUT Áustria              | 2:56.58     | +11.55      |       |
| 40   | 39  | James Clugnet            | GBR Grã-Bretanha         | 2:56.72     | +11.69      |       |
| 41   | 51  | Henri Roos               | EST Estônia              | 2:57.15     | +12.12      |       |
| 42   | 47  | Vili Črv                 | SLO Eslovênia            | 2:57.39     | +12.36      |       |
| 43   | 19  | Benjamin Moser           | AUT Áustria              | 2:58.07     | +13.04      |       |
| 44   | 31  | Miha Šimenc              | SLO Eslovênia            | 2:58.14     | +13.11      |       |
| 45   | 13  | Marko Kilp               | EST Estônia              | 2:58.95     | +13.92      |       |
| 46   | 60  | Ruslan Perekhoda         | UKR Ucrânia              | 2:59.34     | +14.31      |       |
| 47   | 63  | Raul Popa                | ROU Romênia              | 2:59.85     | +14.82      |       |
| 48   | 49  | Martin Himma             | EST Estônia              | 3:00.07     | +15.04      |       |
| 49   | 54  | Modestas Vaičiulis       | LTU Lituânia             | 3:01.28     | +16.25      |       |
| 50   | 55  | Phillip Bellingham       | AUS Austrália            | 3:01.57     | +16.54      |       |
| 51   | 27  | Maicol Rastelli          | ITA Itália               | 3:02.04     | +17.01      |       |
| 52   | 57  | Mark Chanloung           | THA Tailândia            | 3:02.12     | +17.09      |       |
| 53   | 9   | Yahor Shpuntau           | BLR Bielorrússia         | 3:02.17     | +17.14      |       |
| 54   | 56  | Olivier Léveillé         | CAN Canadá               | 3:02.26     | +17.23      |       |
| 55   | 75  | Lars Young Vik           | AUS Austrália            | 3:02.52     | +17.49      |       |
| 56   | 1   | Antoine Cyr              | CAN Canadá               | 3:02.59     | +17.56      |       |
| 57   | 66  | Haruki Yamashita         | JPN Japão                | 3:02.60     | +17.57      |       |
| 58   | 50  | Kamil Bury               | POL Polônia              | 3:02.73     | +17.70      |       |
| 59   | 70  | Strahinja Erić           | BIH Bósnia e Herzegovina | 3:03.05     | +18.02      |       |
| 60   | 73  | Ciren Zhandui            | CHN China                | 3:03.22     | +18.19      |       |
| 61   | 80  | Hugo Hinckfuss           | AUS Austrália            | 3:04.44     | +19.41      |       |
| 62   | 64  | Yevgeniy Velichko        | KAZ Cazaquistão          | 3:04.52     | +19.49      |       |
| 63   | 62  | Seve de Campo            | AUS Austrália            | 3:04.81     | +19.78      |       |
| 64   | 58  | Oleksii Krasovskyi       | UKR Ucrânia              | 3:05.52     | +20.49      |       |
| 65   | 67  | Miha Ličef               | SLO Eslovênia            | 3:05.98     | +20.95      |       |
| 66   | 65  | Vitaliy Pukhkalo         | KAZ Cazaquistão          | 3:06.31     | +21.28      |       |
| 67   | 59  | Shang Jincai             | CHN China                | 3:06.52     | +21.49      |       |
| 68   | 72  | Tautvydas Strolia        | LTU Lituânia             | 3:06.76     | +21.73      |       |
| 69   | 69  | Marko Skender            | CRO Croácia              | 3:06.86     | +21.83      |       |
| 70   | 82  | Roberts Slotiņš          | LAT Letônia              | 3:07.41     | +22.38      |       |
| 71   | 78  | Manex Silva              | BRA Brasil               | 3:08.64     | +23.61      |       |
| 72   | 71  | Ádám Kónya               | HUN Hungria              | 3:09.43     | +24.40      |       |
| 73   | 68  | Samuel Ikpefan           | NGR Nigéria              | 3:09.57     | +24.54      |       |
| 74   | 15  | Janez Lampič             | SLO Eslovênia            | 3:09.95     | +24.92      |       |
| 74   | 74  | Franco Dal Farra         | ARG Argentina            | 3:09.95     | +24.92      |       |
| 76   | 76  | Thibaut de Marre         | BEL Bélgica              | 3:10.66     | +25.63      |       |
| 77   | 83  | Batmönkhiin Achbadrakh   | MGL Mongólia             | 3:11.60     | +26.57      |       |
| 78   | 61  | Isak Stianson Pedersen   | ISL Islândia             | 3:11.95     | +26.92      |       |
| 79   | 79  | Liu Rongsheng            | CHN China                | 3:12.14     | +27.11      |       |
| 80   | 77  | Yusuf Emre Fırat         | TUR Turquia              | 3:15.96     | +30.93      |       |
| 81   | 81  | Jeong Jong-won           | KOR Coreia do Sul        | 3:16.15     | +31.12      |       |
| 82   | 89  | Kim Min-woo              | KOR Coreia do Sul        | 3:19.76     | +34.73      |       |
| 83   | 86  | Apostolos Angelis        | GRE Grécia               | 3:20.87     | +35.84      |       |
| 84   | 88  | Aleksandar Grbović       | MNE Montenegro           | 3:24.12     | +39.09      |       |
| 85   | 84  | Yonathan Jesús Fernández | CHI Chile                | 3:26.12     | +41.09      |       |
| 86   | 87  | Stavre Jada              | MKD Macedônia do Norte   | 3:29.13     | +44.10      |       |
| 87   | 85  | Elie Tawk                | LBN Líbano               | 3:47.73     | +1:02.70    |       |
| 88   | 90  | Carlos Quintana          | COL Colômbia             | 4:08.66     | +1:23.63    |       |
| 89   | 7   | Aliaksandr Voranau       | BLR Bielorrússia         | Não iniciou | Não iniciou |       |
| 89   | 20  | Alexander Bolshunov      | ROC                      | Não iniciou | Não iniciou |       |

### Quartas de final
Quartas de final 1
| Pos. | Semente | Atleta                 | País               | Tempo   | Diferença | Notas |
| ---- | ------- | ---------------------- | ------------------ | ------- | --------- | ----- |
| 1    | 3       | Johannes Høsflot Klæbo | NOR Noruega        | 2:51.57 |           | Q     |
| 2    | 2       | Sergey Ustiugov        | ROC                | 2:51.94 | +0.37     | Q     |
| 3    | 17      | Oskar Svensson         | SWE Suécia         | 2:52.26 | +0.69     | LL    |
| 4    | 19      | Ben Ogden              | USA Estados Unidos | 2:53.00 | +1.43     | LL    |
| 5    | 27      | Anton Persson          | SWE Suécia         | 2:53.35 | +1.78     |       |
| 6    | 16      | Renaud Jay             | FRA França         | 3:35.80 | +44.23    |       |

Quartas de final 2
| Pos. | Semente | Atleta              | País                | Tempo   | Diferença | Notas |
| ---- | ------- | ------------------- | ------------------- | ------- | --------- | ----- |
| 1    | 6       | Federico Pellegrino | ITA Itália          | 2:53.08 |           | Q     |
| 2    | 1       | Lucas Chanavat      | FRA França          | 2:53.43 | +0.35     | Q     |
| 3    | 18      | Marcus Grate        | SWE Suécia          | 2:53.71 | +0.63     |       |
| 4    | 24      | Valerio Grond       | SUI Suíça           | 2:54.12 | +1.04     |       |
| 5    | 21      | Michal Novák        | CZE República Checa | 2:55.36 | +2.28     |       |
| 6    | 25      | Davide Graz         | ITA Itália          | 2:56.09 | +3.01     |       |

Quartas de final 3
| Pos. | Semente | Atleta               | País                | Tempo   | Diferença | Notas |
| ---- | ------- | -------------------- | ------------------- | ------- | --------- | ----- |
| 1    | 4       | Richard Jouve        | FRA França          | 2:57.92 |           | Q     |
| 2    | 7       | Håvard Solås Taugbøl | NOR Noruega         | 2:57.93 | +0.01     | Q     |
| 3    | 8       | Johan Häggström      | SWE Suécia          | 2:58.01 | +0.09     |       |
| 4    | 22      | Kevin Bolger         | USA Estados Unidos  | 2:58.54 | +0.62     |       |
| 5    | 30      | Luke Jager           | USA Estados Unidos  | 2:59.14 | +1.22     |       |
| 6    | 29      | Luděk Šeller         | CZE República Checa | 3:01.83 | +3.91     |       |

Quartas de final 4
| Pos. | Semente | Atleta         | País          | Tempo           | Diferença       | Notas |
| ---- | ------- | -------------- | ------------- | --------------- | --------------- | ----- |
| 1    | 15      | Erik Valnes    | NOR Noruega   | 2:49.31         |                 | Q     |
| 2    | 10      | Artem Maltsev  | ROC           | 2:50.37         | +1.06           | Q     |
| 3    | 11      | Lauri Vuorinen | FIN Finlândia | 2:54.64         | +5.33           |       |
| 4    | 28      | Raimo Vīgants  | LAT Letônia   | 3:06.63         | +17.32          |       |
| 5    | 14      | Pål Golberg    | NOR Noruega   | 3:14.81         | +25.50          |       |
| 6    | 5       | Wang Qiang     | CHN China     | Desclassificado | Desclassificado |       |

Quartas de final 5
| Pos. | Semente | Atleta              | País                | Tempo   | Diferença | Notas |
| ---- | ------- | ------------------- | ------------------- | ------- | --------- | ----- |
| 1    | 23      | Joni Mäki           | FIN Finlândia       | 2:57.59 |           | Q     |
| 2    | 12      | Alexander Terentyev | ROC                 | 2:57.93 | +0.34     | Q     |
| 3    | 13      | JC Schoonmaker      | USA Estados Unidos  | 2:58.13 | +0.54     |       |
| 4    | 26      | Maciej Staręga      | POL Polônia         | 2:58.56 | +0.97     |       |
| 5    | 20      | Jovian Hediger      | SUI Suíça           | 2:58.87 | +1.28     |       |
| 6    | 9       | Ondřej Černý        | CZE República Checa | 3:10.62 | +13.03    |       |

### Semifinais
Semifinal 1
| Pos. | Semente | Atleta                 | País               | Tempo   | Diferença | Notas |
| ---- | ------- | ---------------------- | ------------------ | ------- | --------- | ----- |
| 1    | 6       | Federico Pellegrino    | ITA Itália         | 2:52.17 |           | Q     |
| 2    | 3       | Johannes Høsflot Klæbo | NOR Noruega        | 2:52.23 | +0.06     | Q     |
| 3    | 4       | Richard Jouve          | FRA França         | 2:52.31 | +0.14     |       |
| 4    | 2       | Sergey Ustiugov        | ROC                | 2:52.35 | +0.18     |       |
| 5    | 1       | Lucas Chanavat         | FRA França         | 2:52.92 | +0.75     |       |
| 6    | 19      | Ben Ogden              | USA Estados Unidos | 2:53.41 | +1.24     |       |

Semifinal 2
| Pos. | Semente | Atleta               | País          | Tempo   | Diferença | Notas |
| ---- | ------- | -------------------- | ------------- | ------- | --------- | ----- |
| 1    | 12      | Alexander Terentyev  | ROC           | 2:50.67 |           | Q     |
| 2    | 23      | Joni Mäki            | FIN Finlândia | 2:51.10 | +0.43     | Q     |
| 3    | 17      | Oskar Svensson       | SWE Suécia    | 2:51.22 | +0.55     | LL    |
| 4    | 10      | Artem Maltsev        | ROC           | 2:51.50 | +0.83     | LL    |
| 5    | 7       | Håvard Solås Taugbøl | NOR Noruega   | 2:52.46 | +1.79     |       |
| 6    | 15      | Erik Valnes          | NOR Noruega   | 3:13.28 | +22.61    |       |

### Final
| Pos. | Semente | Atleta                 | País          | Tempo   | Diferença | Notas |
| ---- | ------- | ---------------------- | ------------- | ------- | --------- | ----- |
| 1    | 3       | Johannes Høsflot Klæbo | NOR Noruega   | 2:58.06 |           |       |
| 2    | 6       | Federico Pellegrino    | ITA Itália    | 2:58.32 | +0.26     |       |
| 3    | 12      | Alexander Terentyev    | ROC           | 2:59.37 | +1.31     |       |
| 4    | 23      | Joni Mäki              | FIN Finlândia | 3:00.18 | +2.12     |       |
| 5    | 10      | Artem Maltsev          | ROC           | 3:01.65 | +3.59     |       |
| 6    | 17      | Oskar Svensson         | SWE Suécia    | 3:04.23 | +6.17     |       |

Legenda
| Recorde mundial      | Recorde mundial (World record)               |                       | Recorde africano                      | Recorde africano (African) |                                           | Q | Classificado por posição (Qualified) |
| Recorde olímpico     | Recorde olímpico (Olympic record)            | Recorde da América    | Recorde da América (Americas)         | q                          | Classificado por melhor tempo (Qualified) |   |                                      |
| Melhor marca do ano  | Melhor marca do ano (World leading)          | Recorde asiático      | Recorde asiático (Asian)              | DNS                        | Não largou (Did not start)                |   |                                      |
| Recorde nacional     | Recorde nacional (National record)           | Recorde europeu       | Recorde europeu (European)            | DNF                        | Não terminou (Did not finish)             |   |                                      |
| Recorde pessoal      | Recorde pessoal do atleta (Personal best)    | Recorde da Oceania    | Recorde da Oceania (Oceania)          | DSQ / DQ                   | Desclassificado (Disqualified)            |   |                                      |
| Recorde da temporada | Recorde da temporada do atleta (Season best) | Recorde sul-americano | Recorde sul-americano (South America) | NM                         | Sem marca (No mark)                       |   |                                      |